# 국립범죄청
국립범죄청(National Crime Agency; NCA)은 영국 내무부 산하의 법집행기관이다. 2013년 테레사 메이 영국 내무장관 산하에 창설되었으며, 규모는 4천명 정도이다. 원래 영국 내무장관 밑에는 4천명 규모의 국내정보국(MI5)이 있다.

## 역사
2006년 4월 3일, 영국 최초의 비경찰 수사기관인 중대조직범죄청(SOCA, Serious Organised Crime Agency)이 설립되었다. SOCA는 기존의 국립범죄수사대(NCS), 국립범죄정보처(NCIS), 세관 및 내무부 이민업무 조사진을 규합했고, 초대 청장은 국내정보국(MI5)를 이끌었던 스티븐 랜더 경이 맡았다. 영국판 FBI라고 불렸다. 규모는 한국 박근혜 정부의 기무사와 비슷한 4천명 정도이며, 예산은 4억 파운드이다. 36,000명 규모인 미국 FBI 보다는 9배 적다. 영국 GDP가 미국 보다 9배 정도 적다.
2013년, 중대조직범죄청이 확대개편하여 국립범죄청이 되었다.
NCA는 영국 내무부 소속이기 때문에 영국 내무장관이 지방경찰청장 중 1명을 수장으로 임명한다.
영국에서 중범죄·조직범죄 수사를 담당하는 국가범죄수사국(NCA)은 국내외를 따지지 않고 모든 형태의 어린이 성학대와 성착취를 추적하겠다고 법 집행 원칙을 밝히고 있다. NCA는 "어린이와 접촉한 이들, 어린이들의 외설 영상을 제작하거나 공유하거나 시청한 이들, 어린이들을 온라인에서 꾀거나 협박한 이들, 영상을 실시간으로 송출한 이들이 표적"이라고 설명한다.

## 대한민국
2017년 2월, 대한민국 경찰이 '한국형 NCA' 도입을 검토 중인 것으로 확인됐다. 영국은 내무부 밑에 설치했지만, 한국은 행정자치부 밑이 아니라, 경찰청 산하에 설치할 계획이다.

## 같이 보기
- 중앙사법경찰국 - 프랑스의 중대범죄 수사기관, 규모 5,200명
- 중대비리수사청(Serious Fraud Office, SFO)